# Loma Bonita, Eloxochitlán
Loma Bonita är en ort i Mexiko.   Den ligger i kommunen Eloxochitlán och delstaten Puebla, i den sydöstra delen av landet, 260 km öster om huvudstaden Mexico City. Loma Bonita ligger 1 061 meter över havet och antalet invånare är 1 027.
Terrängen runt Loma Bonita är kuperad åt nordost, men åt sydväst är den bergig. Runt Loma Bonita är det ganska tätbefolkat, med 100 invånare per kvadratkilometer. Närmaste större samhälle är Tecpantzacoalco, 18,5 km väster om Loma Bonita. I omgivningarna runt Loma Bonita växer huvudsakligen savannskog.